# Tomateros de Culiacán
Los Tomateros de Culiacán son un equipo de béisbol profesional integrante de la Liga Mexicana del Pacífico (LMP), con sede en la ciudad de Culiacán Rosales, Sinaloa, México. Cuenta con 13 campeonatos en su historia en la liga, y 2 campeonatos en Serie del Caribe. De este total de 15 campeonatos, 8 han sido de la mano del mánager Francisco "Paquín" Estrada.
Los Tomateros tienen su antecedente en los "Tacuarineros de Culiacán" de la vieja Liga de la Costa del Pacífico, quienes consiguieron 5 campeonatos en 13 temporadas.

## Historia

### Antecedentes del Béisbol en Culiacán
La pasión por el béisbol tiene raíces profundas en Culiacán. La práctica de este deporte se remonta a la última década del Siglo XIX (1890); renace después de la Revolución mexicana que interrumpió su práctica y se fortaleció con la construcción de un estadio deportivo en Culiacán, en 1921, por decisión del entonces Rector del Colegio Civil Rosales (hoy UAS), Dr. Bernardo J. Gastélum.
En este período se organizaron clubes de béisbol y series de juegos que fueron poco a poco formando una afición y peloteros.
Los equipos estaban integrados por jugadores locales y luego con jugadores profesionales que vinieron desde la Liga Mexicana de Béisbol. Se realizaban juegos de exhibición y se llegó a jugar contra equipos de Mazatlán, así empezó a gestarse la eterna rivalidad entre ambos equipos.
Dos personajes sobresalen en esta etapa como organizadores: Antonio Zazueta Villa “Pachuco Villa” y Enrique Peña Bátiz; ambos, apoyados por don Teodoro Mariscal Moreno, de Mazatlán, tuvieron la idea de formar una liga profesional que jugaran durante el invierno en la región noroeste de México.

### Origen del Uniforme Guinda
El equipo de Culiacán fue bautizado como “Tacuarineros”, con uniforme color guinda a propuesta de don Héctor Peña Bátiz, socio fundador, quien dijo que lo proponía por ser el color del Instituto Politécnico Nacional, fundado por su tío, el ingeniero Juan de Dios Bátiz Paredes, ilustre sinaloense oriundo del poblado de Sataya, entonces municipio de Culiacán.

### Tacuarineros de Culiacán
Una vez tomados los acuerdos entre los representantes de las cuatro plazas que integrarían la liga, el 23 de octubre de 1945, se constituye legalmente el Club de Béisbol “Deportes de Culiacán S. A.” con un capital social de 50 mil pesos, con 50 accionistas a mil pesos por acción.
El sábado 27 de octubre de 1945 inició con un desfile de presentación de los equipos participantes, enseguida el presidente Municipal, José Z. Espinoza, izó la Bandera Nacional y declaró solemnemente inaugurada la temporada ante la algarabía de cerca de tres mil aficionados que abarrotaron el estadio.  El lanzamiento de la primera bola estuvo a cargo de Alejandro Aguilar Reyes, “Fray Nano”, entonces autoridad deportiva a nivel nacional. A las tres en punto de la tarde el ampáyer oficial Guillermo Stankiwics cantó el playbol lanzándose al campo de pelota los equipos contendientes, Ostioneros y Tacuarineros, dando inicio así a la inolvidable Liga de la Costa del Pacífico. Este primer encuentro lo ganó Guaymas 2-0.
Los "Tacuarineros de Culiacán" de la vieja Liga de la Costa del Pacífico, es uno de los equipos fundadores del béisbol en el Pacífico Mexicano, la legendaria Liga de la Costa del Pacífico se jugó entre 1945 y 1958 para llegar a 13 temporadas en total. Tacuarineros ganó 5 de esos títulos, bajo la batuta de Manuel “Shorty” Arroyo. Los Tacuarineros tuvieron como casa el estadio de la Universidad Autónoma de Sinaloa durante las primeras tres ediciones. Iniciada la cuarta edición(1948-49), se mudaron al Estadio General Ángel Flores, inaugurado el 13 de noviembre de 1948 y el coloso fue escenario de su primera coronación.
Para 1958 la liga cambia de nombre a Liga Invernal de Sonora y los equipos serían solo 4 de esta entidad, Naranjeros de Hermosillo, Ostioneros de Guaymas, Rojos de Ciudad Obregón y Rieleros de Empalme.
En 1960 nació la Liga del Noroeste, en sus cinco temporadas, de 1960 a 1965, la liga contó con la participación, indistintamente, de equipos como Venados de Mazatlán, Tabaqueros de Santiago, Diplomáticos de Tepic, Tapatíos de Guadalajara y Medias Blancas de Gómez Palacio, Durango. Todos con peloteros de paga; pero con una calidad visiblemente inferior a la que lucía ya la Liga de Sonora, convertida en el sucedáneo ideal de la Liga de la Costa. Por esas fechas, incluso, ya se habían integrado, a ese circuito, los Cañeros de Los Mochis.
Aquí, el espectáculo era bueno, pero no el mejor. El público de Culiacán acudía al Estadio General Ángel Flores y se divertía; pero la liga del Noroeste era incapaz de apagar la nostalgia que todavía se sentía por el desaparecido circuito. Se añoraba a las rutilantes estrellas de los cincuenta.

### Tomateros de Culiacán
En 1964, el entonces presidente de la Liga Invernal de Sonora, Horacio López Díaz, visita Culiacán e inicia gestiones para invitar a los señores Ley a formar parte del circuito que presidía. La idea era que dos equipos de Sinaloa fueran parte de una expansión y su insistencia tuvo resultados positivos.
Es en 1965 cuando los "Tacuarineros de Culiacán" pasaron a ser Tomateros de Culiacán, debutando un 11 de octubre de 1965 enfrentando a los Cañeros de Los Mochis y tras 84 juegos de rol regular concluyen con récord de 32 ganados a cambio de 52 derrotas, lo que obviamente los colocó en el fondo del standing. Pero lo mejor de todo fue que precisamente es, entonces, cuando se gesta el inicio de una historia de éxitos y grandeza.

## Títulos

### Títulos de Liga de la Costa del Pacífico

#### Título de 1948-49
La temporada comenzó el 29 de octubre de 1948 visitando Culiacán a Guaymas en el puerto Sonorense, los Tacuarineros de Culiacán tuvieron que jugar sus primeras dos series fuera de casa debido a que el estadio aún no terminaba de construirse; jugaron en Guaymas y en Hermosillo perdiendo un solo juego, “la Tuza” Ramírez dejó de manifiesto que vendría por una gran temporada venciendo por blanqueada a los Ostioneros 4-0, los “Tacuarineros” barren en la serie al débil equipo porteño ganando el segundo 4-2 con gran serpentina de Tomás Arroyo, y el Negro Morales saca su escoba terminando el barrido por marcador de 3-2 sobre Ladislao Zamora.
La temporada finalizó el 13 de marzo de 1949, los Tacuarineros de Culiacán vencieron a los Pericos de Los Mochis logrando así su primer campeonato en el béisbol profesional de la Liga de la Costa del Pacífico, trofeo obtenido al lograr la victoria en los cuatro juegos ante Los Mochis concluyendo así una excelente campaña, iniciando una serie de triunfos excepcionales que lo llevarían a ser uno de los mejores clubes en los 13 años de vida del torneo.

#### Título de 1949-50
Los Tacuarineros de Culiacán tuvieron un desempeño de altas y bajas, arrasaron en la primera vuelta mientras que en la segunda dejaron jugar a los demás equipos; tomaron el liderato desde la primera serie cuando vencieron por limpia a Guaymas y su dominio fue tal que en los primeros 12 juegos ya habían ganado 10; ganaron otros 10 y perdiendo 8 más para concluir con récord de 20-10. Sin embargo, la segunda vuelta fue más bien mediocre para los Tacuarineros terminando a 7 juegos del primer sitio ocupado por los Pericos de Los Mochis, pero al fin de cuentas ya tenían un boleto para la gran final de cualquier manera.
La Serie por el Título:

Salón de la fama de Tomateros.

Como se había pactado al inicio de la contienda, la serie por el título se llevaría a cabo entre los ganadores de ambas vueltas en caso de que fueran diferentes, como sucedió, Mochis contra Culiacán. La serie comenzó en la capital sinaloense enfrentándose el día 12 de marzo ante un lleno impresionante en el Estadio General Ángel Flores. El partido resultó emocionante de principio a fin tocándole la victoria al equipo de Mochis por marcador de 1-0; el domingo por la mañana Alfonso La Tuza Ramírez sube al montículo a regresarle la blanqueada a Los Mochis derrotándolos por idéntico marcador. La serie estaba empatada a 1 juego por bando.
Por la tarde del día 13 de marzo, los Pericos de Los Mochis terminaron venciendo a los locales por marcador de 2 carreras por cero en el último partido de la temporada en Culiacán. La serie se trasladaría a Los Mochis con desventaja para los tacuarineros. El sábado 19 de marzo el estadio Mochis fue insuficiente para contener a los fanáticos que estaban presenciando la primera serie por el campeonato de béisbol del Noroeste de México. Los Pericos avanzaron 3-1 en la serie al derrotar a la escuadra de Manuel "Shorty" Arroyo por marcador de 8 carreras a 1. 
El domingo 20 de marzo por la mañana Manuel el Negro Morales detuvo la celebración cañera al derrotarlos por marcador de 12-7; la serie se ponía 3-2. En el séptimo inning de este juego hubo una fenomenal bronca debido a un fallo del ampayer de home; había mucha nerviosidad en el ambiente.
El domingo por la tarde Memo Luna es designado para abrir el partido y al llegar a la novena entrada con el juego a su favor 3-2 un “texas” de Chorejas Bravo impulsa dos anotaciones y sorprendentemente Culiacán toma la ventaja terminando el encuentro 5-4 a favor de los Tacuarineros empatándose la serie a tres triunfos por bando. Al día siguiente, lunes 21 de marzo, Culiacán obtiene el campeonato en medio de un ambiente de angustia al vencer 5-2 a un incrédulo equipo de Mochis que vio caer el título de sus manos; en tres oportunidades jamás pudo obtener la ansiada cuarta victoria, fue la primera tragedia deportiva en la Liga de la Costa.

#### Título de 1950-51
Respecto a Culiacán, el roster fue el siguiente: Alfonso “La Tuza” Ramírez, Tomás Arroyo, Pepino Azamar y el “Negro” Morales; en la ofensiva destacaban el cañonero Jack Graham, viejo conocido de la afición,  William Cash, “el Pargo” Bockman, Héctor Lara, “Chorejas” Bravo, “Rata” Vargas, “Moscón” Jiménez y “Huevito” Álvarez. De nueva cuenta “La Tuza” Ramírez se convirtió en el principal ganador del equipo con 13 victorias por 6 derrotas siendo el mejor en ganados y perdidos de la Liga, aunque Daniel Ríos de Mazatlán se llevó 4 victorias más. Culiacán tuvo un mal comienzo al perder 7 juegos en fila antes de lograr su primera victoria contra Mazatlán, pero quedó campeón en la segunda vuelta.
Sin embargo, esta sexta temporada tendría una particularidad distinta al resto de las ediciones realizadas: quedaría con dos Campeones. Sucedió que, como se había convenido un año antes, el líder de la primera vuelta se enfrentaría con el de la segunda para una serie por el título; en la primera ronda Guaymas queda de líder mientras que Culiacán hace lo propio en la segunda después de una pésima primera vuelta. Sin embargo, el equipo de Ostioneros se rehusó a jugar la serie final, pues Don Florencio Zaragoza no estaba de acuerdo en dividir la temporada en dos mitades.

#### Título de 1951-52
La temporada comenzó el 20 de octubre de 1951 con Guaymas visitando a Culiacán.
Tras 20 semanas de cerrada competencia, una de las más peleadas de todas las ediciones, la mañana del domingo 2 de marzo de 1952 los Tacuarineros de Culiacán se alzaban con un campeonato más en su historia, el cuarto de un total de cinco que sumarían en el poderoso circuito costeño. Los llamados “Culichis” se llevaron el máximo trofeo en el penúltimo juego de la temporada. Sucedió que en esa última serie, Culiacán iría a la casa de los Venados para el cierre de temporada ocupando el primer y segundo puesto en el standing respectivamente, el último a una distancia de tres juegos. Por otra parte, habría 4 encuentros en disputa debido a un partido pendiente entre ambas escuadras. Con una emoción desbordante y la fe puesta en el excelente equipo del Puerto, los fanáticos asistieron a presenciar la primera victoria de Mazatlán 6 carreras a 5. El segundo, fue un escalofriante desafío que llegó hasta la entrada número trece, llevándose Venados su segunda victoria por marcador de 4 carreras a 3. Las cosas estaban al rojo vivo, y un partido más ganado por Mazatlán empataría al líder Culiacán y el campeonato tendría que decidirse en el último encuentro de la Temporada.
Pero ese emotivo partido nunca llegó, pues con una dolorosa blanqueada de 4 a 0 el inspirado lanzador Tomás Arroyo destrozó las aspiraciones de unos aficionados que veían cómo en su propio parque se desvanecía la posibilidad de un segundo banderín para Mazatlán; fue un digno final en una temporada caracterizada por la cerrada competencia entre los equipos que participaron en esta séptima edición. Aquel último partido fue ganado por Mazatlán pero solo sirvió para la estadística.

#### Título de 1955-56
La temporada 1955-56 resultó con dos Campeones, Tacuarineros de Culiacán consiguió el Campeonato debido a ganar la primera y segunda vuelta, coronándose el 8 de enero de 1956*, mientras que Naranjero de Hermosillo logró el Campeonato de Play Offs, esta fue la segunda y última temporada donde dos equipos resultaban campeones.

#### Campeonatos
| Temporada | Equipo Campeón                                    | Serie | Equipo Subcampeón                        | Mánager Campeón                  |
| 1948-49   | Tacuarineros de Culiacán                          | *     | Trigueros de Ciudad Obregón              | Manuel Arroyo                    |
| 1949-50   | Tacuarineros de Culiacán                          | 4-3   | Pericos de Los Mochis                    | Manuel Arroyo                    |
| 1950-51   | Ostioneros de Guaymas Tacuarineros de Culiacán    | *     | No hubo                                  | Luis Montes de Oca Manuel Arroyo |
| 1951-52   | Tacuarineros de Culiacán                          | *     | Venados de Mazatlán                      | Manuel Arroyo                    |
| 1955-56   | Tacuarineros de Culiacán Naranjeros de Hermosillo | * 5-3 | Campeón del Rol Regular Mayos de Navojoa | Manuel Arroyo Hubbard Kittle     |

Nota: El (*) significa que el campeón se definió por la primera posición al final de temporada.

Nota: La temporada 1950-1951 tuvo dos campeones, Tacuarineros de Culiacán y Ostioneros de Guaymas.

Nota: La temporada 1955-1956 tuvo dos campeones, Tacuarineros de Culiacán y Naranjeros de Hermosillo.

#### Subcampeonatos
| Temporada | Equipo Campeón        | Serie | Equipo Subcampeón        | Mánager Campeón |
| 1947-48   | Ostioneros de Guaymas | *     | Tacuarineros de Culiacán | Juan Guerrero   |

Nota: El (*) significa que el campeón se definió por la primera posición al final de temporada.

### Títulos de Liga Mexicana del Pacífico

#### Campeonatos
| Temporada | Equipo Campeón        | Serie | Equipo Subcampeón        | Mánager Campeón   |
| 1966-67   | Tomateros de Culiacán | *     | Cañeros de Los Mochis    | Vinicio García    |
| 1969-70   | Tomateros de Culiacán | 4-2   | Cañeros de Los Mochis    | Vinicio García    |
| 1977-78   | Tomateros de Culiacán | 4-2   | Cañeros de Los Mochis    | Raúl Cano         |
| 1982-83   | Tomateros de Culiacán | 4-2   | Naranjeros de Hermosillo | Francisco Estrada |
| 1984-85   | Tomateros de Culiacán | 4-3   | Águilas de Mexicali      | Francisco Estrada |
| 1995-96   | Tomateros de Culiacán | 4-1   | Venados de Mazatlán      | Francisco Estrada |
| 1996-97   | Tomateros de Culiacán | 4-2   | Naranjeros de Hermosillo | Francisco Estrada |
| 2001-02   | Tomateros de Culiacán | 4-2   | Venados de Mazatlán      | Francisco Estrada |
| 2003-04   | Tomateros de Culiacán | 4-1   | Yaquis de Ciudad Obregón | Francisco Estrada |
| 2014-15   | Tomateros de Culiacán | 4-1   | Charros de Jalisco       | Benjamín Gil      |
| 2017-18   | Tomateros de Culiacán | 4-3   | Mayos de Navojoa         | Benjamín Gil      |
| 2019-20   | Tomateros de Culiacán | 4-3   | Venados de Mazatlán      | Benjamín Gil      |
| 2020-21   | Tomateros de Culiacán | 4-3   | Naranjeros de Hermosillo | Benjamín Gil      |

Nota: El (*) significa que el campeón se definió por la primera posición al final de temporada.

#### Subcampeonatos
| Temporada | Equipo Campeón           | Serie | Equipo Subcampeón     | Mánager Campeón   |
| 1967-68   | Ostioneros de Guaymas    | *     | Tomateros de Culiacán | Ronaldo Camacho   |
| 1971-72   | Algodoneros de Guasave   | 4-2   | Tomateros de Culiacán | Vinicio García    |
| 1979-80   | Naranjeros de Hermosillo | 4-2   | Tomateros de Culiacán | Benjamín Reyes    |
| 1985-86   | Águilas de Mexicali      | 4-2   | Tomateros de Culiacán | Benjamín Reyes    |
| 1990-91   | Potros de Tijuana        | 4-2   | Tomateros de Culiacán | Joel Serna        |
| 1994-95   | Naranjeros de Hermosillo | 4-2   | Tomateros de Culiacán | Dereck Bryant     |
| 1998-99   | Águilas de Mexicali      | 4-1   | Tomateros de Culiacán | Francisco Estrada |
| 2021-22   | Charros de Jalisco       | 4-3   | Tomateros de Culiacán | Roberto Vizcarra  |
| 2024-25   | Charros de Jalisco       | 4-2   | Tomateros de Culiacán | Benjamín Gil      |

Nota: El (*) significa que el campeón se definió por la primera posición al final de temporada.

### Títulos de Serie del Caribe

#### Campeonatos

##### Santo Domingo 1996
Tuvieron que pasar 11 años para que los Tomateros de Culiacán volvieran a un "clásico caribeño", era el año 1996, pero lo hicieron de una manera por demás sorprendente cuando ante propios y extraños y pasando sobre el "Dream Team" de Dominicana conquistaron el Tercer título de una serie Serie del Caribe para México.
Los Tomateros bajo el mando de Francisco Estrada, iniciaron ante el trabuco dominicano y que no les daban ninguna posibilidad de ganar.
Parecía que las Águilas iban a despedazar a los Tomateros, pues en la misma primera entrada tomaron ventaja de 4-0, pero en la tercera se le aparecieron los Tomateros respondieron con tres anotaciones, gracias al cuadrangular de Eduardo Jiménez llevándose dos por delante. En la cuarta hicieron otras cuatro, poniendo el marcador 7-6, así Culiacán iniciaba ganando esta Serie del Caribe.
Después vendría la segunda victoria, ahora sobre Navegantes de Magallanes de Venezuela, Los Tomateros se hicieron de la victoria con marcador de 9-1 sobre Navegantes de Magallanes.
Gran victoria de Culiacán sobre las Águilas Cibaeñas en otro trepidente duelo. Con el juego 0-0, en la quinta, Tomateros tomó ventaja sobre Juan Guzmán con marcador de 1-0. En la octava apareció Felipe Murillo que dominó a Raúl Mondesí y a Tony Peña, pero Moisés Alou le perdió la bola por el izquierdo para el empate y en el cierre de la novena un error de Raúl Mondesí propicio que Tomateros anotaran la segunda y decisiva carrera, dejando regados en el terreno a los dominicanos y ganando con marcador de 2-1.
De poder a poder, Culiacán venció 9-6 a los Lobos de Arecibo, dando el gran paso para la obtención de la serie, ganando en 11 entradas.
Los Tomateros de Culiacán se coronaron ante los Navegantes de Magallanes en otro trepidante duelo que se alargó a diez entradas y que decidió el joven Mario Valdez que desde la segunda entrada había suplido a Darryl Brinkley.
Felipe Murillo junto con Roberto Toth de Arecibo lograron el título de pitcheo con 2-0. En el equipo ideal Ever Magallanes como segunda base, Darryl Brinkley como jardinero derecho, Tony Aguilera jardinero izquierdo, "Paquin" Estrada como mánager y Brinkley designado al más valioso.

Homenaje a Juan Manuel Ley.

##### Caracas 2002
- Segundo título para Tomateros.
- Primer equipo mexicano en lograr dos Títulos.
- Adán Amezcua el jugador más valioso.

La alegría, los gritos, las porras se dejaron escuchar cuando cayó el Out 27 de aquel 8 de febrero, Los Tomateros de Culiacán en una hazaña sin precedente se coronaban por segunda ocasión en una Serie del Caribe, celebrada ahora en Caracas, Venezuela, algo que nadie esperaba, sobre todo ante las potencias de República Dominicana, Puerto Rico y Venezuela, algo que nadie se imaginó que el equipo Mexicano hiciera, con una actuación extraordinaria.
Con este logro el béisbol azteca dejó de ser el "patito feo" de esta competencia y además de acabar con ese maleficio que tenían los Mexicanos de conquistar cada 10 años el campeonato (1976, 86 y 96), ahora se ha comprobado que México está a la altura de cualquiera.
El primer juego derrotaron a los anfitriones, Navegantes de Magallanes, viniendo de atrás y en la décima entrada Jacob Cruz acabó con el maleficio de los guindas en Venezuela, conectando un panorámico cuadrangular para darle a los Mexicanos el primer triunfo de esa serie y la primera en tierras Venezolanas.
Para todos pasó desapercibido esa victoria de México, ya que un día anterior, Dominicana había vencido a Puerto Rico y eran los fuertes favoritos para lograr el título, pero se habían equivocado, sobre todos los especialistas, ya que en el segundo día de actividad de esta Serie del Caribe a México le tocó enfrentarse a los Dominicanos y en una forma por demás sorprendente y con una soberbia actuación de Adán Amezcua, bateando un jonrón de tres carreras y el pitcheo combinado de los refuerzos Francisco Campos (ganador) y Todd Revening (salvado), Oliver Pérez y Luis Ignacio Ayala, lograban ganar por pizarra de 7-6 para instalarse como líderes y desde luego ya todo mundo empezó a hacer sus conjeturas con el cuadro de los Tomateros.
Llegaba el tercer juego y México le tocaba enfrentarse a Puerto Rico, donde nuevamente lograron otra dramática victoria para sumar 3-0. Aquí sin duda alguna que la atrapada que realizara Darle Sherman en la novena entrada fue determinante, cuando el emergente Eduardo Pérez sacó un tremendo batazo hacia el jardín central, evitando así un extrabase que le hubiera dado la vuelta al partido cuando el marcador estaba 9-7 a favor de México y con la casa llena.
Con esos tres triunfos obtenidos, convirtieron a Culiacán en el equipo mexicano con mejor arranque en la historia de este clásico y su tercera victoria en nueve actuaciones en Venezuela después de haberse ido con marca de 0-6 en 1983.
Para el siguiente día, 6 de febrero, México se enfrentaba nuevamente a los Navegantes de Magallanes (Venezuela) y en forma por demás sensacional, derrotaban a los venezolanos por paliza de 13-9, después de estar abajo en el marcador y con ello los mexicanos amarraban un empate en el primer lugar y la posibilidad de un juego extra para aspirar al cuarto título en su historia en Series del Caribe.
Esta victoria dejaba también eliminados de toda posibilidad a los venezolanos y dejó la batalla exclusivamente entre ellos y República Dominicana.
Se jugaría el penúltimo día y México con marca de 4-0 volvería a enfrentarse a República Dominicana donde buscaba coronarse ante los dominicanos, pero estos frenaron a los mexicanos ganando 4-3 en un tremendo duelo, en un juego donde parecía que México se alzaría con la victoria cuando llegaron a tener ventaja de 3-0 por lo que tuvieron que esperar un día más para abrir la sidra y el champán y celebrar con éxito el título de esta Serie del Caribe.
Llegaba el último día de la competencia, México le tocaba enfrentarse a Puerto Rico en el primer juego y enseguida lo haría República Dominicana ante Venezuela.
Todo México esperaba con ansias ese día (8 de febrero), México empezó a tejer su coronación desde la segunda entrada cuando hicieron su primera carrera, y la del remache cayó en la séptima cuando Ray Martínez conecta cuadrangular solitario. Mientras que Rodrigo López sacaba out y outs hasta llegar al 27, donde el mismo lo consumó cuando hizo una asistencia en una rola por la segunda y ahí todo mundo saltaba de alegría, la locura se desató en el terreno de juego, donde todos los jugadores mexicanos se lanzaron en busca de Rodrigo López, de Amezcua, de Cruz, de todos, era el júbilo, los Tomateros de Culiacán eran campeones nuevamente, se convertían así de esa manera en el primer equipo mexicano en conquistar dos títulos en Series del Caribe.
Un campeonato ganado con toda justicia inmanente, plena y clara, sin duda alguna fueron los mejores y lo demostraron en cada uno de los partidos, ya no más "patito feo", ya no más el desprecio para las posibilidades del béisbol invernal Mexicano en Series del Caribe.
| Año  | Sede                                | Campeón               | Mánager           | Récord | Subcampeón       |
| ---- | ----------------------------------- | --------------------- | ----------------- | ------ | ---------------- |
| 1996 | Santo Domingo, República Dominicana | Tomateros de Culiacán | Francisco Estrada | 5-1    | Lobos de Arecibo |
| 2002 | Caracas, Venezuela                  | Tomateros de Culiacán | Francisco Estrada | 5-1    | Tigres del Licey |

#### Subcampeonatos

##### Mazatlán 1985
La gran fiesta fue vivida del 2 al 7 de febrero de ese año en el puerto y sobre todo por la magnífica actuación de los Tomateros de Culiacán que bajo la mano de "Paquin" Estrada, terminaron en segundo lugar con tres ganados y tres perdidos.
Esa serie, Culiacán la abrió perdiendo ante los Metros de San Juan 5-4, luego vendría victoria ante Dominicana por paliza de 11-0 donde Luis Trinidad Castillo hizo un excelente trabajo de sólo cuatro hits a la fuerte artillería de los Tigres de Licey, contando con el apoyo de Nelson Barrera quien disparó cuadrangular en la misma primera entrada de tres carreras y otro de Chris Jones, también de tres.
El tercer juego fue ante los boricuas donde por cierto iban ganando 5-0, pero Romo tuvo un descuido y a punto estuvieron de sacarle el juego. Finalmente Culiacán ganó 7-5, lanzando también Aurelio López, Sid Monge y Antonio Pulido.
Su tercer triunfo ante Puerto Rico en 14 entradas, con una duración de 5.07 horas. Culiacán ganó 4-1 en la parte alta de la decimocuarta entrada cuando hicieron un racimo de tres carreras. Aurelio López hizo el cierre de la decimocuarta entrada y lo retiró para llevarse ese importantísimo triunfo que dejaba a Culiacán en empate en el primer lugar con Tigres de Licey.

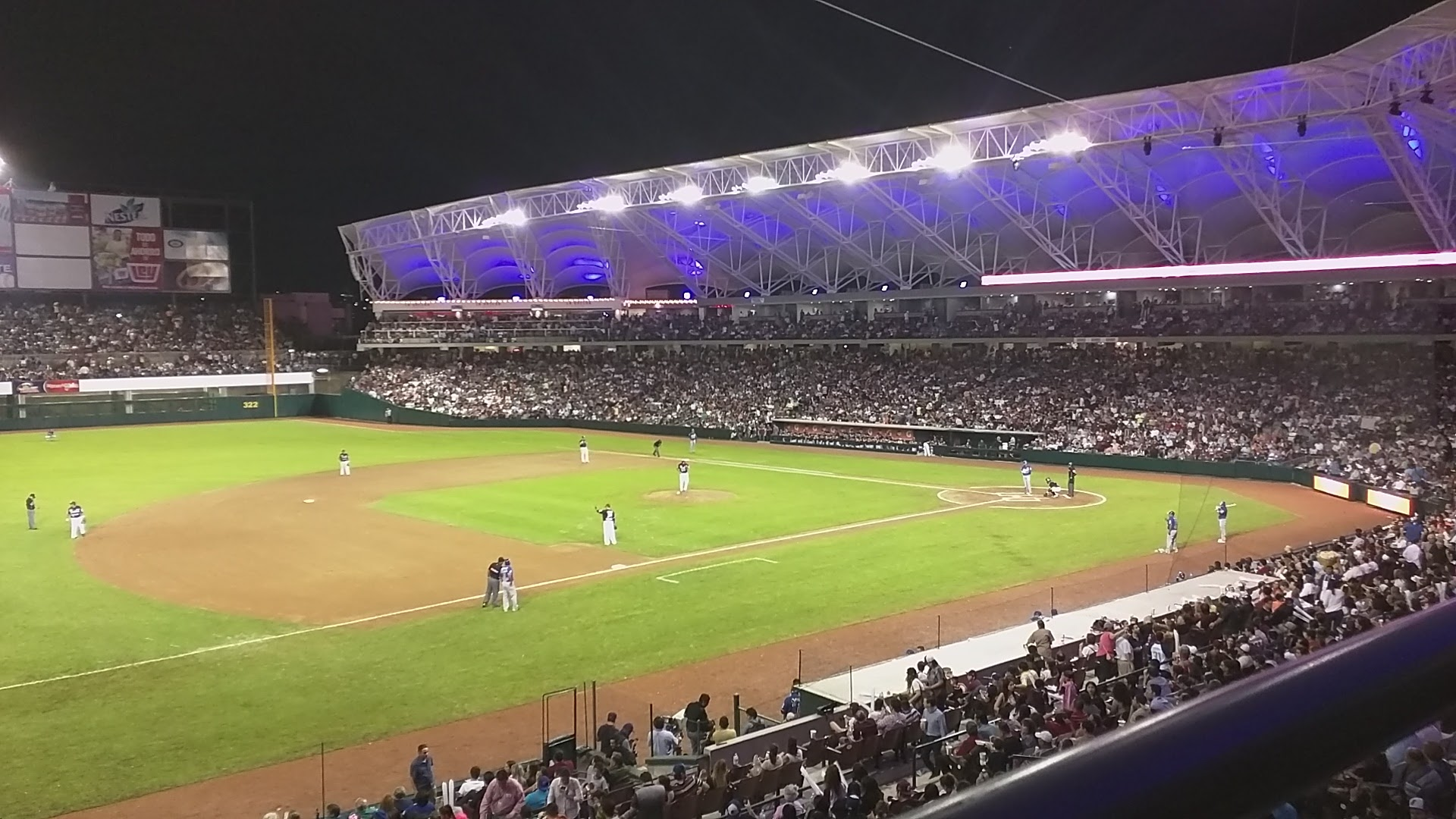
Partido en el Estadio Tomateros.

El miércoles 6 de febrero, ni más ni menos que el juego por el campeonato entre Culiacán y Licey. Los Tomateros con Salvador Colorado en la loma tuvieron la ventaja de 1-0 en la segunda entrada, con producción de Navarrete. Dominicana le dio el cerrojazo al juego con par de anotaciones para terminar triunfando 4-1.
Después México perdería ante Puerto Rico y Venezuela, pero lograron terminar en el segundo lugar.

##### Hermosillo 1997
Tras haber conquistado el título de la Serie del Caribe en el 96, para el 97, nuevamente los Tomateros vuelven a ser protagonistas, pero ahora en la ciudad de Hermosillo, Sonora, donde los guindas se quedaron a un paso de lograr el bicampeonato, pero tuvieron que conformarse con el segundo lugar.
Culiacán inicia con victoria sobre los Navegantes ganando 3-1, con excelente pitcheo de Martín "La Tuna" Hernández.
En su segundo juego, Tomateros pierden ante los Indios de Mayagüez, así como también en el tercero ante los dominicanos 9-6, donde destacó el tremendo cuadrangular que le conectara Eduardo Jiménez a Yorkis Pérez.
Pero en su siguiente salida, Culiacán le gana nuevamente a Magallanes por 6-5 para que se formara un cuádruple empate en la cima. Los venezolanos llegaron a la apertura de la novena con el marcador a su favor de 5-4  pero Tomateros con Matt Stark al frente de la ofensiva con par de cuadrangulares vencieron a los "boricuas" 10-4 para colocarse a un paso de conquistar el bicampeonato.
Venía el juego que decidiría la Serie del Caribe entre Águilas Cibaeñas que buscaban ganar por primera vez en diez intentos y los Tomateros de Culiacán que querían ligar su segunda serie. Martín Hernández por Culiacán y José Parra por Dominicana fueron los abridores.
Los dominicanos vencieron a los Tomateros de Culiacán, después vino la celebración de las Águilas Cibaeñas, que por primera vez ganaban una serie y lo hicieron viniendo de atrás.

##### San Juan 2015
| Año  | Sede                                | Subcampeón            | Mánager           | Récord | Campeón                   |
| ---- | ----------------------------------- | --------------------- | ----------------- | ------ | ------------------------- |
| 1985 | Mazatlán, México                    | Tomateros de Culiacán | Francisco Estrada | 3-3    | Tigres del Licey          |
| 1997 | Hermosillo, México                  | Tomateros de Culiacán | Francisco Estrada | 4-2    | Águilas Cibaeñas          |
| 2004 | Santo Domingo, República Dominicana | Tomateros de Culiacán | Francisco Estrada | 4-2    | Tigres del Licey          |
| 2015 | San Juan, Puerto Rico               | Tomateros de Culiacán | Benjamín Gil      | 3-3    | Vegueros de Pinar del Río |

## Estadio

### Estadio Universitario
La ciudad de Culiacán recibió al béisbol profesional en el año de 1945, cuando se inauguraba la entonces Liga de la Costa del Pacífico. Durante 3 años, la sede del circuito invernal fue el estadio Universitario, con capacidad de 3 000 aficionados, bardas bajas, sin iluminación y sin techos, el cual era insuficiente para poder soportar a la entonces muy entusiasta afición local.

### Estadio Gral. Ángel Flores

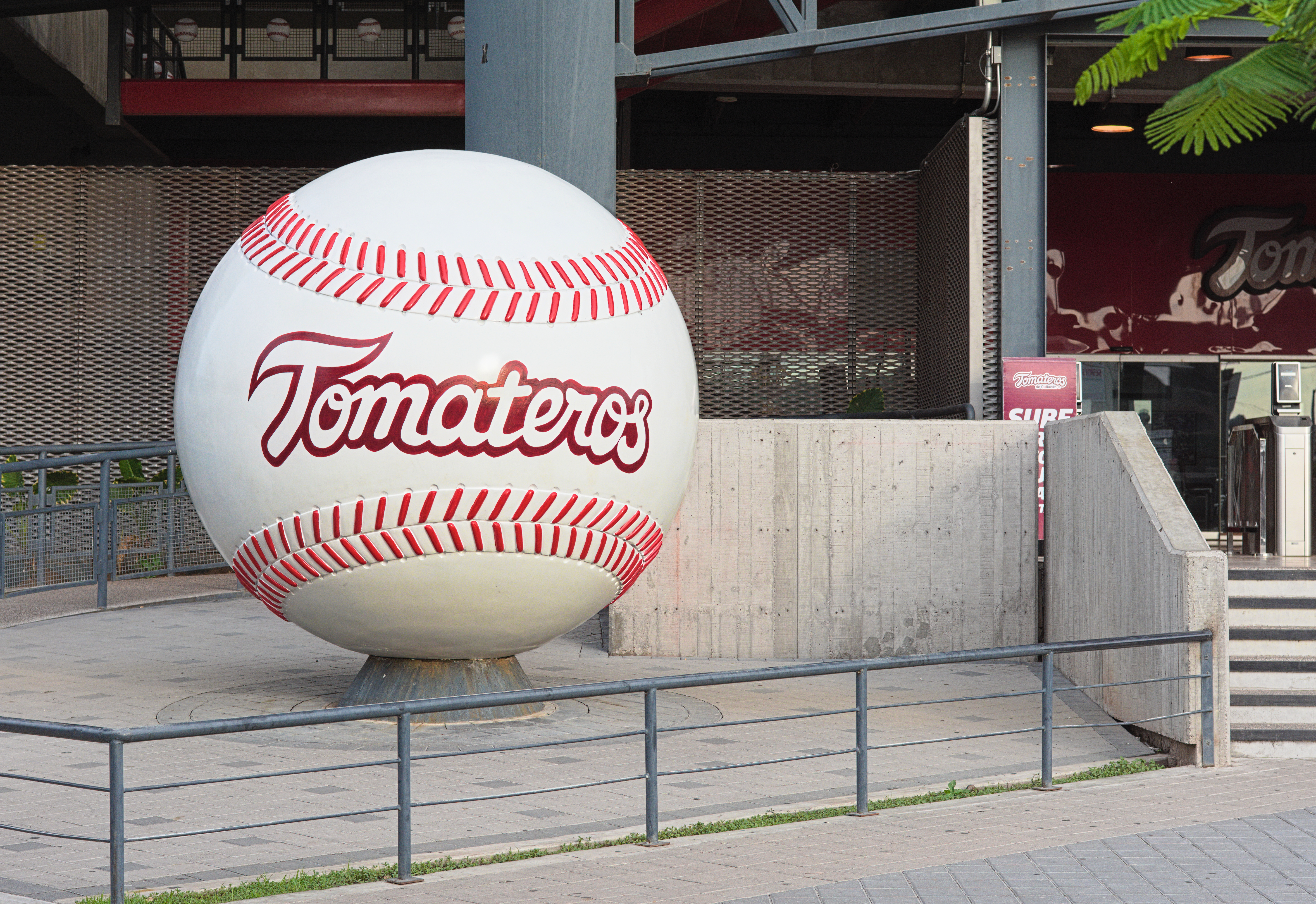
Pelota gigante a la entrada al Estadio Tomateros, anteriormente del Estadio Gral. Ángel Flores

A iniciativa de un destacado grupo de promotores del deporte, se obtuvieron los terrenos donde se proyectó la construcción del nuevo estadio, que estuvo soportada con la aportación que hicieron un gran número de empresarios y autoridades.
El Estadio General Ángel Flores se inauguró el 13 de noviembre de 1948, contando con una capacidad para 4,000 personas. Para 1953 se pudo contar con un sistema de alumbrado que permitió celebrar los primeros juegos nocturnos.
En 1994, se inicia la remodelación integral del viejo estadio, trabajos divididos en diferentes etapas. Los trabajos de remodelación comprendían de una nueva barda perimetral, pantalla gigante (única en Latinoamérica), equipo de sonido con 5 000 watts de potencia, nuevas torres de alumbrado con mayor grado de iluminación; gradas laterales; remodelación y ampliación de baños y taquillas, construcción de Palcos Premier, incremento en el área de butacas así como de palcos; construcción de más cabinas para prensa, radio, televisión; instalación de nuevos anuncios publicitarios en todo el estadio, una pantalla mensajera; ampliación y modernización del área comercial con nuevos locales; ampliación de los vestidores del equipo de casa y de visitantes, acondicionándolos con todo el equipo necesario para la atención de los jugadores. Con todas estas mejoras, el estadio Gral. Ángel Flores aumento su capacidad a 15 000 aficionados.
Nuevamente objeto de remodelaciones en el año 2000, el estadio aumento su capacidad, pasando de 15 000 a 16 000 quedando prácticamente listo para ser sede de la Serie del Caribe del año 2001.

#### Juegos de Estrellas

##### Juego de Estrellas 1950
La quinta edición del Juego de Estrellas de la Liga de la Costa del Pacífico, fue celebrado el 18 de enero de 1950 en el Estadio General Ángel Flores, en Culiacán ante un lleno desbordante, jugaron los seleccionados mexicanos contra los extranjeros bajo la alineación siguiente: 
EXTRANJEROS: Cátcher: Clinton Courtney y Jimmy Steiner. Pitchers: Jack Brewer, Al Olsen, Bob Clear, Roy Partlow y Hal Hudson. Virgilio Arteaga (1b), Dick Cole (2b), Henry Robinson (3b), Sam Bankhead (ss), y jardineros Gene Thompson, Balcena,  Bill Curley y Minnor.
MEXICANOS:  Cátchers: Laureano Camacho y Germán Bay: Pitchers:  Tuza Ramírez, Cochihuila Valenzuela, Manuel Echeverría, Corazón Torres y Memo Luna. Ángel Castro (1b), Lou Ortiz (2b), Leo Rodríguez (3b), Huevito Álvarez (ss), y filders: Moscón Jiménez, Mala Torres, Felipe Montemayor y Bacatete Fernández.
Los extranjeros tuvieron de mánager a Art Lilly mientras que los mexicanos a Manuel "Shorty" Arroyo. El héroe indiscutible fue Lou Ortiz de Tijuana que impulsó cuatro carreras para que los nacionales vencieran por primera vez al equipo de extranjeros 4-2. 

##### Juego de Estrellas 1956
Para la XI edición del juego de estrellas de la Liga de la Costa del Pacífico, se organizó un Juego de Estrellas entre los mejores jugadores de la Liga Invernal Veracruzana y la Liga de la costa del Pacífico. El primer partido se jugaría en México, DF, y el segundo se jugaría en Culiacán, Sinaloa.
El primer juego se realizó el día martes 27 de diciembre de 1955, la entrada se estimó en 25,000 aficionados al Parque del Seguro Social; el juego se transmitió por radio en cadena nacional, La Costa del Pacífico venció a la Liga Invernal Veracruzana 4 a 3.
El segundo juego se realizó el día martes 4 de enero de 1956, ante más de 10 000 aficionados que abarrotaron el Estadio General Ángel Flores, La Costa del Pacífico se impuso a la Invernal del Sur al vencerlos 6-4.

#### Cierre del Gral. Ángel Flores
Los Tomateros de Culiacán jugaron en las instalaciones del estadio General Ángel Flores desde el sábado 13 de noviembre de 1948 hasta el 26 de enero de 2015 (66 años, 2 meses y 13 días), en el primer juego se enfrentaron contra los Trigueros de Cd. Obregón, ganando los Tacuarineros de Culiacán con marcador de 3-2, el último juego fue contra Charros de Jalisco, el cual fue el quinto juego de la serie final, logrando la victoria los Tomateros con marcador de 4-3, coronándose como campeón, conquistando su décimo título.
El estadio Gral. Ángel Flores fue escenario de 16 series finales, 5 campeonatos de Liga de la Costa del Pacífico, 10 campeonatos de Liga Mexicana del Pacífico, 4 juegos de las estrellas, 1 serie del Caribe y 1 juego de exhibición de Grandes Ligas.
El primer año que se jugó en el Ángel Flores lograron el campeonato los Tacuarineros, el último año que se jugó en el Ángel Flores los Tomateros lograron el campeonato.
Los 3 primeros Juegos que se realizaron ganaron los Tacuarineros a los Trigueros de Obregón, los 3 últimos Juegos que se realizaron ganaron los Tomateros a los Charros de Jalisco. 
El 21 de octubre de 2011, los Tomateros usaron uniforme de Color Rosa, en apoyo contra el cáncer de mama, siendo así el primer equipo en usar ese color.
| Datos Finales                         | Jugador                                           | Fecha                    |
| Último Hit                            | Maxwell León (CLN)                                | 26 de enero de 2015      |
| Último Hit Doble                      | Sebastián Valle (JAL)                             | 25 de enero de 2015      |
| Último Hit Triple                     | Rico Noel (CLN)                                   | 14 de diciembre de 2015  |
| Último Home Run                       | C.J. Retherford (JAL)                             | 26 de enero de 2015      |
| Última Base Robada                    | Maxwell León (CLN)                                | 26 de enero de 2015      |
| Última Base por Bola                  | Eduardo Arredondo (JAL)                           | 26 de enero de 2015      |
| Última Base por Golpe                 | Joey Meneses (CLN)                                | 26 de enero de 2015      |
| Última Base Intencional               | Emmanuel Ávila (MOC)                              | 2 de enero de 2015       |
| Última Carrera Producida              | C.J. Retherford (JAL)                             | 26 de enero de 2015      |
| Última Carrera Anotada                | C.J. Retherford (JAL)                             | 26 de enero de 2015      |
| Último Toque de sacrificio            | Ramiro Peña (CLN)                                 | 26 de enero de 2015      |
| Último Elevado de sacrificio          | Ramiro Peña (CLN)                                 | 26 de enero de 2015      |
| Último en Batear para Doble Play      | Sergio Omar Gastelum (CLN)                        | 26 de enero de 2015      |
| Último Robo de home                   | Por Definir                                       | Por Definir              |
| Último Bateador                       | Marquez Smith (JAL)                               | 26 de enero de 2015      |
| Última Blanqueada                     | Mochis 10-0 Culiacán                              | 2 de enero de 2015       |
| Último Ponche                         | Marquez Smith (JAL)                               | 26 de enero de 2015      |
| Último Out                            | Marquez Smith (JAL)                               | 26 de enero de 2015      |
| Último Pitcher ganador                | Anthony Vázquez (CLN)                             | 26 de enero de 2015      |
| Último Pitcher derrotado              | Marco Tovar (JAL)                                 | 26 de enero de 2015      |
| Último Pitcher cerrador               | Oscar Villareal (CLN)                             | 26 de enero de 2015      |
| Último Lanzamiento de la Primera Bola | Francisco "Paquin" Estrada                        | 26 de enero de 2015      |
| Último Juego                          |                                                   | 26 de enero de 2015      |
| Último Juego de Extrainnings          | Águilas de Mexicali                               | 19 de enero de 2015      |
| Último Juego sin hit ni carrera       | Rigoberto Beltrán, Gabe Molina y Marc Kroon (CLN) | 25 de noviembre de 2003  |
| Último Juego sin hit con carrera      | Horacio Piña (CLN)                                | 30 de septiembre de 1967 |
| Último equipo visitante               | Charros de Jalisco                                | 26 de enero de 2015      |
| Último Marcador                       | Culiacán 4-3 Jalisco                              | 26 de enero de 2015      |

### Estadio Tomateros
El 17 de julio de 2013 se anunció la construcción de un nuevo estadio de Béisbol en la ciudad de Culiacán, donde jugaran los Tomateros, éste constará con cuatro niveles, con capacidad para 20,000 aficionados, contará con la pantalla más grande de Latinoamérica (33m x 11m), Palcos Élite, Palcos Premier, Butacas Numeras y Plateas, todo el estadio contará con butacas. Tendrá amplios y cómodos accesos, rampas para discapacitados, elevadores, área comercial, 4 accesos vehiculares y 900 cajones de estacionamiento. El estadio se inauguró el 9 de octubre de 2015 donde Tomateros derrotó 2-0 a Charros de Jalisco.
| PRIMEROS DATOS                        | Jugador                  | Fecha                 |
| Primer Hit                            | Nick Buss (CLN)          | 9 de octubre de 2015  |
| Primer Hit Doble                      | Ryan Lollis (CLN)        | 9 de octubre de 2015  |
| Primer Hit Triple                     | Emmanuel Ávila (LMM)     | 14 de octubre de 2015 |
| Primer Home Run                       | Nick Buss (CLN)          | 9 de octubre de 2015  |
| Primera Base Robada                   | Juan Carlos Gamboa (LMM) | 13 de octubre de 2015 |
| Primera Base por Bola                 | Japhet Amador (JAL)      | 9 de octubre de 2015  |
| Primera Base por Golpe                | Max Muncy (JAL)          | 9 de octubre de 2015  |
| Primera Base Intencional              | Por Definir              | Por Definir           |
| Primera Carrera Producida             | Nick Buss (CLN)          | 9 de octubre de 2015  |
| Primera Carrera Anotada               | Nick Buss (CLN)          | 9 de octubre de 2015  |
| Primer Toque de sacrificio            | Por Definir              | Por Definir           |
| Primer Elevado de sacrificio          | Por Definir              | Por Definir           |
| Primero en Batear para Doble Play     | Nick Van Stratten (CLN)  | 13 de octubre de 2015 |
| Primer Robo de home                   | Por Definir              | Por Definir           |
| Primer Bateador                       | Eduardo Arredondo (JAL)  | 9 de octubre de 2015  |
| Primera Blanqueada                    | Culiacán 2-0 Jalisco     | 9 de octubre de 2015  |
| Primer Ponche                         | Jorge Cantu (CLN)        | 9 de octubre de 2015  |
| Primer Out                            | Eduardo Arredondo (JAL)  | 9 de octubre de 2015  |
| Primer Pitcher ganador                | Salvador Valdez (CLN)    | 9 de octubre de 2015  |
| Primer Pitcher derrotado              | Álex Sanabia (JAL)       | 9 de octubre de 2015  |
| Primer Pitcher cerrador               | Oscar Villareal (CLN)    | 9 de octubre de 2015  |
| Primer Lanzamiento de la Primera Bola | Juan Manuel Ley López    | 9 de octubre de 2015  |
| Primer Juego                          |                          | 9 de octubre de 2015  |
| Primer Juego de Extrainnings          | Cañeros de Los Mochis    | 13 de octubre de 2015 |
| Primer Juego sin hit ni carrera       | Por Definir              | Por Definir           |
| Primer Juego sin hit con carrera      | Por Definir              | Por Definir           |
| Primer equipo visitante               | Charros de Jalisco       | 9 de octubre de 2015  |
| Primer Marcador                       | Culiacán 2-0 Jalisco     | 9 de octubre de 2015  |

## Rivalidades

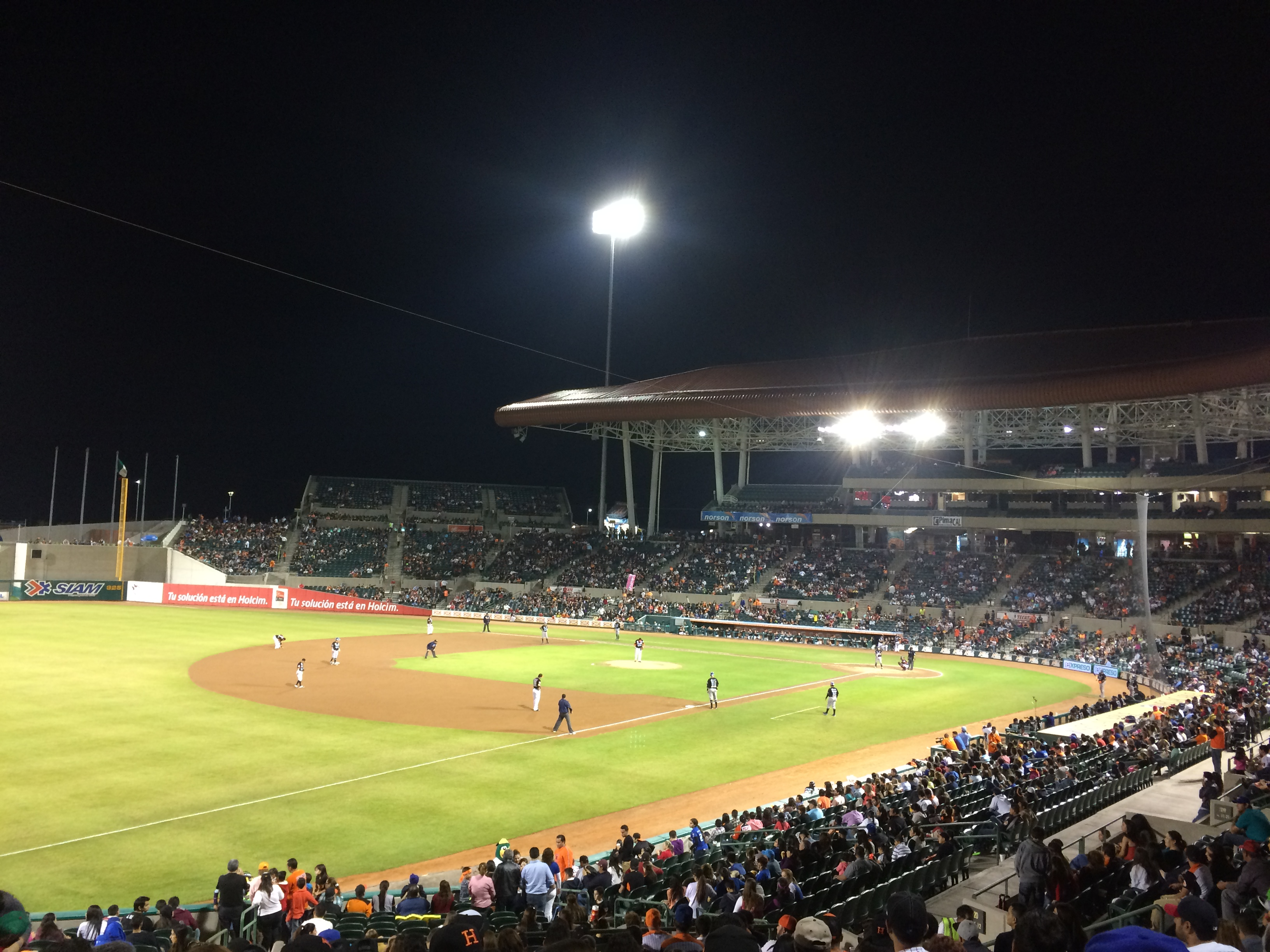
Juego de Naranjeros contra Tomateros en noviembre de 2014.

Los Tomateros de Culiacán tienen mayor rivalidad contra los Naranjeros de Hermosillo, se considera uno de los grandes clásicos de la Liga Mexicana del Pacífico, aunque año con año se ha mantenido una contundente competencia con el equipo de los Venados de Mazatlán considerado el clásico Sinaloense. Anteriormente su rivalidad era contra los Cañeros de Los Mochis, la rivalidad se acrecentó en los años 60 y 70.
Los Tomateros de Culiacán se han enfrentado 5 veces en la final a los Naranjeros de Hermosillo, con récord de 3 ganados y 2 perdidos. También se han enfrentado 3 veces en la final contra los Venados de Mazatlán, con récord de 3 ganados.
| No de Finales | Equipo                | Ganados-Perdidos | Equipo                   |
| 5             | Tomateros de Culiacán | 3-2              | Naranjeros de Hermosillo |
| 3             | Tomateros de Culiacán | 3-0              | Venados de Mazatlán      |
| 3             | Tomateros de Culiacán | 1-2              | Águilas de Mexicali      |
| 2             | Tomateros de Culiacán | 2-0              | Cañeros de Los Mochis    |
| 2             | Tomateros de Culiacán | 1-1              | Charros de Jalisco       |
| 1             | Tomateros de Culiacán | 1-0              | Yaquis de Ciudad Obregón |
| 1             | Tomateros de Culiacán | 1-0              | Mayos de Navojoa         |
| 1             | Tomateros de Culiacán | 0-1              | Algodoneros de Guasave   |
| 1             | Tomateros de Culiacán | 0-1              | Potros de Tijuana        |

## Récords de Franquicia

### Récords de Bateo Individual en Temporada Regular
| Título de Récord                                                     | No. de Récord | Jugador                                                                                        | Datos                                                                                        |
| Más temporadas consecutivas jugadas con un Club                      | 21            | Adán Amezcua                                                                                   | 1993-94 a 2013-14                                                                            |
| Más temporadas siendo Líder en Apariciones al Bat                    | 3             | Darrell Sherman                                                                                | 1995-96, 2000-01, 2003-04                                                                    |
| Más Hits Dobles Conectados en una Entrada                            | 2             | Raymundo Torres                                                                                | Culiacán en Mazatlán, 2.ª entrada, 01-Dic-1988                                               |
| Más Veces al Bat en una Temporada sin Conectar Hit Triple            | 359           | Benjamín Cerda                                                                                 | 1966-67                                                                                      |
| Más Veces Abriendo Juego con Cuadrangular en una Temporada           | 5             | Ben Francisco                                                                                  | 22-Oct-2005, 01-Nov-2005, 26-Nov-2005, 29-Nov-2005, 01-Dic-2005                              |
| Más Cuadrangulares Conectados en un Juego de 9 Entradas              | 3             | (1)Peter Koegel, (2)Larry Fritz, (3)Ben Francisco, (4)Luis Alfonso Cruz (5) Roberto Magallanes | (1)06-Oct-1971, (2)14-Oct-1972, (3)29-Nov-2005, (4)16-Dic-2010                               |
| Más Cuadrangulares Conectados en un Juego de Entradas Extras         | 3             | Ildefonso Ruiz                                                                                 | 23-Nov-1966                                                                                  |
| Más Cuadrangulares Conectados en un Juego Inaugural                  | 3             | Peter Koegel                                                                                   | 06-Oct-1971                                                                                  |
| Más Cuadrangulares con Caja llena en una Temporada                   | 3             | (1) Nelson Barrera, (2) Brian Banks                                                            | (1)1986-1987, (2)2001-2002                                                                   |
| Más Cuadrangulares con Caja llena en un Mes                          | 3             | Brian Banks                                                                                    | 24,27 y 28 de octubre de 2005                                                                |
| Más Cuadrangulares con Caja llena en días Seguidos                   | 2             | (1) Brian Banks, (2) Karim García                                                              | (1)en Culiacán vs Mexicali 27 y 28 de Oct. 2001, (2)en Culiacán vs Obregón 05 y 06 Dic. 2006 |
| Más Carreras Producidas en un Juego de 7 Entradas                    | 8             | Nelson Barrera                                                                                 | Culiacán en Hermosillo 04-Nov-1984                                                           |
| Más Temporadas Consecutivas siendo Líder en Golpes Recibidos         | 3             | Kit Pellow                                                                                     | 2000-01, 2001-02, 2002-03                                                                    |
| Más Bases por Bolas recibidas en un Juego de 9 Entradas              | 5             | (1) Trey McCoy, (2) Matt Stark                                                                 | (1) en Culiacán vs Mazatlán 18-Dic-1993, (2) Culiacán en Los Mochis 08-Dic-1999              |
| Más Bases por Bolas recibidas en forma Consecutiva                   | 6             | Trey McCoy                                                                                     | en Culiacán vs Mazatlán 17-Dic-1993 (1 base), 18-Dic-1993 (5 bases)                          |
| Más Bases por Bolas recibidas en Una Serie de Tres Juegos            | 9             | Trey McCoy                                                                                     | en Culiacán vs Mazatlán 17-Dic-1993 (2 base), 18-Dic-1993 (5 bases) y 19-Dic-1993 (2 bases)  |
| Más Bases Intencionales recibidas en un Juego de 9 entradas          | 3             | Tony Pepper                                                                                    | en Culiacán vs Obregón 29-Dic-1974                                                           |
| Más Temporadas siendo Líder en Ponches Recibidos                     | 2             | (1) Raymundo Torres, (2) Kit Pellow                                                            | (1) 1990-91,1991-92, (2)2000-01,2003-04                                                      |
| Más Temporadas Consecutivas siendo Líder en Ponches Recibidos        | 2             | Raymundo Torres                                                                                | (1) 1990-91, 1991-92                                                                         |
| Más Ponches Recibidos en un Juego de Entradas Extras                 | 5             | Ildefonso Ruiz                                                                                 | Culiacán en Los Mochis, 12-Dic-1967                                                          |
| Más Veces al Bat en una Temporada sin Robarse Base                   | 321           | Marcelo Juárez                                                                                 | 1967                                                                                         |
| Más Bases Robadas en un Juego de 7 Entradas                          | 5             | Dwayne Hosey                                                                                   | Culicán en Navojoa, 20-Nov-1994                                                              |
| Más Temporadas Consecutivas siendo Líder en Batear para Doble Play   | 2             | Adán Amezcua                                                                                   | 2002-03, 2003-04                                                                             |
| Más Total de Bases Obtenidas con Hits en un Juego de 9 Entradas      | 14            | Luis Alfonso Cruz                                                                              | Culiacán en Hermosillo, 16-Dic-2010, (3 cuadrangulares y 1 doblete)                          |
| Más Total de Bases Obtenidas con Hits en un Juego de Entradas Extras | 13            | Ildefonso Ruiz                                                                                 | Culiacán en Guaymas, 23-Nov-1966, (3 cuadrangulares y 1 sencillo)                            |
| Dos Hits de Extrabase conectado en una Entrada                       | 2             | Raymundo Torres                                                                                | Culiacán en Mazatlán, (2.ª entrada, 2 dobles) 01-Dic-1988                                    |
| Más Corredores dejados en Base en un Juego de 9 Entradas             | 9             | Nelson Barrera                                                                                 | Culiacán en Navojoa, 02-Dic-1982                                                             |
| Jugar las 9 posiciones en un Juego de 9 Entradas                     | 1             | Natanael Alvarado                                                                              | en Culiacán Vs Hermosillo, 29-Nov-1982                                                       |

### Récords de bateo individual
| Título de Récord                                        | No. de Récord | Jugador                                                  | Datos                                                                              |
| Más Cuadrangulares Conectados en un Juego de 9 Entradas | 3             | (1)Roberto Magallanes, (2)Cory Aldridge, (3)Joey Meneses | (1) 13-Ene-1996 (Play-offs), (2)14-Ene-2012 (semifinal), (3)5-Ene-2018 (Play-offs) |

### Récords de Bateo por Equipo en Temporada Regular
| Título de Récord                                                                          | No. de Récord | Equipo | Datos |
| Más Temporadas Consecutivas siendo Líder en Equipo en Juegos Ganados                      | 9             | Culiacán | 1972-73 a 1980-81                                                                                               |
| Más Juegos Jugados por un Equipo en un Día                                                | 3             | en Culiacán VS Obregón                                                                                                | 04-Dic-1966 |
| Más Jugadores Utilizados por un Equipo en un Juego de Inauguración                        | 24            | Culiacán en Mazatlán                                                                                                  | 19-Oct-1997 |
| Más Jugadores Utilizados por dos Equipos en un Juego de Inauguración                      | 45            | Culiacán(24) en Mazatlán(21)                                                                                          | 19-Oct-1997 |
| Más Jugadores Utilizados por un Equipo en un Juego de Entradas Extras                     | 24            | Culiacán en Mazatlán                                                                                                  | 19-Oct-1997 |
| Más Jugadores Utilizados por dos Equipos en un Juego de Entradas Extras                   | 45            | Culiacán(24) en Mazatlán(21)                                                                                          | 19-Oct-1997 |
| Más Apariciones al Bat por un Equipo en una Temporada                                     | 3592          | Culiacán | 1967 |
| Más Carreras Anotadas por dos Equipos en una Entrada                                      | 18            | Culiacán (11), Mexicali (7)                                                                                           | 1.er Entrada, 27-Nov-2008                                                                                       |
| Más Carreras Consecutivas Anotadas por un Equipo en una Entrada                           | 11            | Culiacán | 1.er Entrada, 27-Nov-2008                                                                                       |
| Menos Hits Conectadas por dos Equipos en un Juego de 9 Entradas                           | 2             | Culiacán (1), Mazatlán (1)                                                                                            | 16-Dic-2007 |
| Más Hits Dobles Conectadas por un Equipo en un Juego de 9 Entradas                        | 8             | (1) en Culiacán vs Mazatlán (2) en Culiacán vs Los Mochis                                                             | (1)13-Oct-1988, (2) 16-Nov-1999                                                                                 |
| Más Temporadas siendo un Equipo Líder en Cuadrangulares                                   | 12            | Culiacán | en 49 temporadas                                                                                                |
| Más Cuadrangulares Conectadas por un Equipo en una Temporadas                             | 127           | Culiacán | 2004-2005 |
| Promedio Más Alto de Cuadrangulares por Juego de un Equipo en una Temporada               | 1.90          | Culiacán | 2004-2005, 127 HR en 67 JJ                                                                                      |
| Más Juegos Consecutivos Conectando de Cuadrangular por un Equipo                          | 21            | Culiacán | del 15-Oct al 09-Nov de 2004                                                                                    |
| Más Cuadrangulares Consecutivos en una Entrada                                            | 3             | (1)Culiacán en Hermosillo, (2)en Culiacán vs Guasave, (3)Culiacán en Navojoa, (4)en Culiacán vs Mexicali              | (1)6.ª Entrada 15-Oct-1968, (2)8.ª Entrada 13-Nov-1984, (3)1.er Entrada 09-Oct-1990, (4)2.ª Entrada 24-Nov-1994 |
| Más Cuadrangulares con Caja llena Conectadas por un Equipo en Todos los Tiempos           | 87            | Culiacán | en 49 temporadas                                                                                                |
| Más Juegos Seguidos Conectando Cuadrangular con Caja llena                                | 2             | (1) en Culiacán vs Hermosillo, (2) en Culiacán vs Obregón, (3) en Culiacán vs Los Mochis, (4) en Culiacán vs Obregón, | (1) 18 y 19 Oct-1988, (2) 29 y 30 Dic-1999, (1) 22 y 23 Oct-2002, (1) 05 y 06 Dic-2006                          |
| Más Cuadrangulares con Caja llena en un Juego de 9 Entradas por un Equipo                 | 2             | Culiacán en Mexicali                                                                                                  | 20-Oct-1981 |
| Promedio Más Alto de Carreras Producidas por Juego de un Equipo en una Temporada          | 5.55          | Culiacán | 2004-2005 372 CP en 67 JJ                                                                                       |
| Más Golpes Recibidos por un Equipo en una Temporada                                       | 54            | Culiacán | 2002-2003 |
| Promedio Más Alto de Golpes Recibidos por Juego de un Equipo en una Temporada             | 0.82          | Culiacán | 2002-2003 54 GP en 66 JJ                                                                                        |
| Más Temporadas siendo Líder un Equipo en Bases por Bolas Recibidas                        | 11            | Culiacán | en 49 temporadas                                                                                                |
| Más Temporadas Consecutivas siendo Líder un Equipo en Bases por Bolas Recibidas           | 3             | Culiacán | 1969-70 a 1971-72, 2000-01 a 2002-03                                                                            |
| Más Bases Intencionales Recibidas por un Equipo en una Entrada                            | 3             | en Culiacán vs Guasave                                                                                                | 9.ª entrada 1971-72                                                                                             |
| Más Temporadas siendo Líder un Equipo en Ponches Recibidos                                | 14            | Culiacán | en 49 temporadas                                                                                                |
| Promedio Más Alto de Ponches Recibidos por Juego de un Equipo en una Temporada            | 8.58          | Culiacán | 2012-2013 566 SO en 66 JJ                                                                                       |
| Más Ponches Recibidos por un Equipo en un Juego de 7 Entradas                             | 14            | Culiacán en Tijuana                                                                                                   | 01-Dic-1985 |
| Más Ponches Recibidos en Forma Consecutiva por un Equipo                                  | 8             | en Culiacán vs Guasave                                                                                                | 01-Dic-1985 |
| Promedio Más Bajo de Bases Robadas por Juego de un Equipo en una Temporada                | 0.12          | Culiacán | 1973-74 |
| Promedio Más Alto del Total de Bases con Hits por Juego de un Equipo en una Temporada     | 17.15         | Culiacán | 2004-2005 1149 TB en 67 JJ                                                                                      |
| Porcentaje de Slugging más Alto por un Equipo en una Temporada                            | .497          | Culiacán | 2004-2005 1149 TB en 2313 VB                                                                                    |
| Más Hits de Extrabase Conectados por un Equipo en una Temporada                           | 237           | Culiacán | 2004-2005 (108 dobles, 2 triples y 127 Jonrones)                                                                |
| Promedio Más Alto de Hits de Extrabase Conectados por Juego de un Equipo en una Temporada | 3.54          | Culiacán | 2004-2005 237 EXT en 67 JJ                                                                                      |
| Más de Hits de Extrabase Conectados por un Equipo en una Entrada                          | 6             | en Culiacán vs Mazatlán                                                                                               | 2.ª entrada 07-Dic-1979                                                                                         |
| Más de Hits de Extrabase Consecutivos por un Equipo en una Entrada                        | 5             | en Culiacán vs Mazatlán                                                                                               | 2.ª entrada 07-Dic-1979                                                                                         |
| Mas Corredores Dejados en Base por un Equipo en Juego de Entradas Extras                  | 25            | Culiacán en Obregón                                                                                                   | 25-Oct-2002 |

### Récords de bateo por equipo
| Título de Récord                                                        | No. de Récord | Equipo                 | Datos                               |
| Más Carreras Anotadas por un Equipo en una Entrada                      | 12            | en Culiacán vs Guasave | 3.er Entrada, 11-Ene-1985, Playoffs |
| Más Cuadrangulares Conectados por dos Equipos en un Juego de 9 Entradas | 8             | Culiacán(5) Guasave(3) | 14-Ene-2012, Semifinal              |
| Más Ponches Recibidos por un Equipo en un Juego de 9 Entradas           | 18            | Culiacán en Mazatlán   | 26-Ene-2002, Serie Final            |

### Récords de Pitcheo Individual en Temporada Regular
| Título de Récord                                               | No. de Récord | Jugador                                                                     | Datos |
| Más Juegos Pitcheados en una Temporada                         | 45            | Antonio Pulido                                                              | 1981-82 |
| Más Juegos Pitcheados en una Temporada para un Novato          | 45            | Antonio Pulido                                                              | 1981-82 |
| Más Juegos Relevados en una Temporada                          | 45            | Antonio Pulido                                                              | 1981-82 |
| Más Juegos Relevados en una Temporada para un Novato           | 45            | Antonio Pulido                                                              | 1981-82 |
| Más Juegos Salvados en días seguidos                           | 4             | Isidro Monge (1), Mark Kroon (2)                                            | 16-18 de noviembre de 1978 (1), 25-28 de noviembre de 2004 (2)                                                 |
| Más Juegos Salvados en un día                                  | 2             | Aurelio López (1), Antonio Pulido (2), Mike Browning (3), Joe Valentine (4) | 21 de noviembre de 1982 (1), 4 de diciembre de 1983 (2), 20 de octubre de 1991 (3), 3 de diciembre de 2006 (4) |
| Más Juegos Ganados en Forma Invicta Abriendo Temporada         | 10            | Jorge Campillo                                                              | 2004-05 |
| Más Carreras Aceptadas por un Abridor sin Sacar Out            | 7             | Isidro Monge                                                                | Culiacán en Mochis 18 de noviembre de 1976                                                                     |
| Más Carreras Limpias Aceptadas por un Abridor sin Sacar Out    | 7             | Isidro Monge                                                                | Culiacán en Mochis 18 de noviembre de 1976                                                                     |
| Más Bases por Bolas Intencionales Concedidas en una Temporada  | 19            | Juan Suby                                                                   | 1967 |
| Más Ponches Propinados como Relevista en una Temporada         | 91            | Isidro Monge                                                                | 1978-79 |
| Más Ponches Propinados como Relevista en un Juego              | 16            | Cecilio Acosta                                                              | Culiacán en Guasave 12-Ene-1971                                                                                |
| Más Ponches Propinados por un Novato en un Juego de 9 Entradas | 17            | Luis Carlos Rivera                                                          | en Culiacán vs Obregón 30-Dic-1999                                                                             |
| Tres Ponches Propinados en una Entrada con Nueve Lanzamientos  | 1             | Isidro Monge                                                                | Culiacán en Mazatlán 9.ª Entrada 28-Oct-1979                                                                   |

### Récords de pitcheo individual
| Título de Récord                                              | No. de Récord | Jugador            | Datos                                                                                            |
| Más Juegos Salvados en Postemporada                           | 9             | Luis Ignacio Ayala | salvo 2 vs Guasave en Play-Offs, 4 vs Hermosillo en Semifinal y 3 vs Obregón en la Final 2003-04 |
| Más Juegos Salvados Consecutivos en Postemporada              | 6             | José Silva         | salvo 4 vs Mazatlán en Play-Offs y los primeros 2 vs Guasave en Semifinal, 2010-2011             |
| Tres Ponches Propinados en una Entrada con Nueve Lanzamientos | 1             | Antonio Pulido     | en Culiacán vs Mazatlán 9.ª Entrada 04-Ene-1983                                                  |

### Récords de Pitcheo por Equipo en Temporada Regular
| Título de Récord                                                      | No. de Récord | Equipo                         | Datos                      |
| Más Juegos Ganados Invicto                                            | 10            | Culiacán                       | 2012                       |
| Más Juegos Ganados Consecutivamente                                   | 13            | Culiacán                       | 2007                       |
| Más Pitchers Utilizados por dos Equipos en un Juego de Extrainnings   | 20            | Culiacán (10) en Mazatlán (10) | 16-Oct-2013 13 innings     |
| Más Golpes Propinados por un Equipo en un Juego de Nueve Innings      | 5             | Culiacán en Mexicali           | 08-Dic-2001 (Oliver Pérez) |
| Más Outs Consumados entre dos Equipos antes de conectar el Primer Hit | 29            | Culiacán en Mazatlán           | 16-Dic-2007                |

### Récords de Fildeo por Equipo en Temporada Regular
| Título de Récord                            | No. de Récord | Equipo   | Datos |
| Más Asistencias Realizadas en una Temporada | 1187          | Culiacán | 1968  |
| Más Pasboles Cometidos en una Temporada     | 35            | Culiacán | 1971  |

## Jugadores destacados
Los guindas (como también se le conoce a Tomateros) ha sido sembradero de grandes peloteros mexicanos liga mayoristas, como lo es el caso de Aurelio López, Salomé Barojas, Esteban Loaiza, Óliver Pérez, Rodrigo López, Ricardo Rincón, Armando Reynoso, Rigoberto Beltrán, Luis Ignacio Ayala, Jorge Campillo, Édgar Huerta, Benjamín Gil, Karim García, Manny Rodríguez por mencionar algunos.
Lo anterior, aunado con los 12 campeonatos de liga obtenidos, además ganar dos Series del Caribe (ambos bajo la batuta de Francisco “Paquín” Estrada), mantiene a Tomateros en la cumbre de la élite del béisbol mexicano, cuyos aficionados corean el nombre de su equipo al acudir al estadio.
Como parte de los Tacuarineros de Culiacán podríamos agregar a: Guillermo "Huevito" Álvarez quien por su excelente defensiva y oportuno bate fue considerado como el mejor short stop mexicano de todos los tiempos.

### Jugadores más valiosos
A continuación se muestra a los jugadores de Tomateros, que ganaron el título de jugador más valioso.
| Temporada | Jugador            | Posición     | G-P HR | SO CP | PCL AVE |
| --------- | ------------------ | ------------ | ------ | ----- | ------- |
| 1966-67   | Andrés Ayón        | Pitcher      | 11-6   | 82    | 1.84    |
| 1969-70   | John Morris        | Pitcher      | 8-5    | 52    | 2.47    |
| 1977-78   | Tomas Armas        | Pitcher      | 8-4    | 47    | 2.47    |
| 1982-83   | Salomé Barojas     | Pitcher      | 5-2    | 58    | 1.77    |
| 1984-85   | Nelson Barrera     | Tercera Base | 15     | 68    | .304    |
| 1996-97   | Martín Hernández   | Pitcher      | 3-4    | 33    | 3.47    |
| 2001-02   | Rodrigo López      | Pitcher      | 10-2   | 69    | 2.49    |
| 2004-05   | Adán Muñoz         | Cácher       | 21     | 50    | .367    |
| 2011-12   | Luis A. Cruz       | Infielder    | 17     | 47    | .340    |
| 2020-21   | Sebastián Elizalde | Outfielder   | 11     | 44    | .282    |

### Jugadores novatos del año
A continuación se muestra a los jugadores de Tomateros, que ganaron el título de novato del año.
| Temporada | Jugador            | Posición   | G-P HR | SO CP | PCL AVE |
| --------- | ------------------ | ---------- | ------ | ----- | ------- |
| 1969-70   | Maximino León      | Pitcher    | 4-0    | 31    | 1.20    |
| 1973-74   | Francisco Saíz     | Outfielder | 1      | 15    | .304    |
| 1994-95   | José Manuel Hdez   | Pitcher    | 2-0    | 19    | 2.68    |
| 1998-99   | Mariano Cota       | Pitcher    | 2-0    | 22    | 2.48    |
| 1999-00   | Luis Carlos Rivera | Pitcher    | 5-4    | 85    | 2.83    |
| 2003-04   | Jesús Guzmán       | Pitcher    | 8-1    | 37    | 2.62    |

### Jugadores campeones de bateo
A continuación se muestra a los jugadores de Tomateros, que ganaron el título de campeón de bateo.
| Temporada | Jugador            | AVE  |
| --------- | ------------------ | ---- |
| 1997-98   | Matt Stark         | .372 |
| 1998-99   | Matt Stark         | .349 |
| 2004-05   | Adán Muñoz         | .367 |
| 2017-18   | Sebastián Elizalde | .380 |

### Jugadores campeones de cuadrangulares
A continuación se muestra a los jugadores de Tomateros, que ganaron el título de campeón de cuadrangulares.
| Temporada | Jugador                     | HR |
| --------- | --------------------------- | -- |
| 1968-69   | Rogelio Álvarez             | 20 |
| 1973-74   | Roger Vernon                | 20 |
| 1978-79   | Randy Bass                  | 15 |
| 1979-80   | Rick Lancellotti            | 11 |
| 1984-85   | Derek Bryant Nelson Barrera | 15 |
| 1987-88   | Nelson Barrera              | 16 |
| 1994-95   | J. R. Phillips              | 17 |
| 2001-02   | Brian Banks                 | 19 |
| 2006-07   | Rubén Rivera                | 21 |

## Jugadores

### Números retirados
| Número | Jugador                    | Nacionalidad              |
| 7      | Darrell Sherman            | Bandera de Estados Unidos |
| 9      | Vinicio García             | Bandera de México         |
| 13     | Rodrigo López              | Bandera de México         |
| 16     | Nelson Barrera             | Bandera de México         |
| 18     | Jesús Sommers              | Bandera de México         |
| 21     | Héctor Espino*             | Bandera de México         |
| 25     | Francisco "Paquín" Estrada | Bandera de México         |
| 27     | Vicente "Huevo" Romo       | Bandera de México         |
| 28     | Homobono de la Rocha       | Bandera de México         |
| 31     | Adán Amezcua               | Bandera de México         |
| 33     | Horacio "Ejote" Piña       | Bandera de México         |
| 41     | Cecilio Acosta             | Bandera de México         |

*Retirado en todos los equipos de Liga Mexicana del Pacífico.